# Centre hospitalier universitaire de Bruxelles
Ne pas confondre avec les autres hôpitaux universitaires bruxellois : Érasme, UZ Brussel ou Saint-Luc

logo

Le Centre hospitalier universitaire de Bruxelles,  également connu comme CHUB, ou en néerlandais Universitair Ziekenhuis Centrum Brussel, UZCB, était un regroupement hospitalier belge bruxellois, issu de la fusion en 2015 de quatre institutions hospitalières publiques. 
Il a été dissous le 31 décembre 2021.
Le siège social était établi à l'hôtel de ville de Bruxelles et le siège d'exploitation était établi au siège du réseau hospitalier IRIS, rue Dejoncker 46 dans la commune de Saint-Gilles. L'ensemble comportait 9 sites qui font tous partie du réseau hospitalier IRIS.
Il ne faut pas confondre le CHU de Bruxelles avec les institutions universitaires privées Cliniques universitaires de Bruxelles (Hôpital Erasme), dépendant de l'ULB, et l'Universitair Ziekenhuis Brussel, dépendant de la VUB. Bien que le CHUB avait lié des conventions avec ces deux universités et travaillait en collaborations avec les deux autres hôpitaux, il ne s'agissait pas d'un hôpital universitaire, mais d'une institution distincte et de droit public.

## Historique

### Création du CHU
Pour répondre aux besoins liés notamment à la qualité des soins et au financement hospitalier, la ville de Bruxelles, le CPAS de Bruxelles et les quatre hôpitaux qui en dépendent (CHU Saint-Pierre, CHU Brugmann, institut Jules Bordet et Hôpital universitaire des enfants Reine Fabiola), ont décidé en 2015 d'unir leurs forces et ainsi privilégier « une stratégie de plus grande intégration entre hôpitaux et de développement de services partagés ».

### Premier département unifié
Le département des Ressources Humaines a été le premier département intégré du CHU de Bruxelles, constitué par la mutualisation des services de ressources humaines des 4 entités dès octobre 2015 dans le but d'augmenter l’efficience et la qualité des services et prestations et améliorer l’attractivité des 4 hôpitaux. Des convergences progressives vont amener le département des ressources humaines vers des procédures uniformes et harmonisées entre les 4 entités. Cependant, malgré cette mutualisation, chaque hôpital garde sur son site propre, un Responsable des Ressources Humaines et une équipe qui gèrent directement les questions et demandes du personnel. De plus, l’identité de chaque hôpital sera respectée.

## Sites
- l'hôpital Saint-Pierre, installé dès 1783 à la porte de Hal dans une ancienne léproserie du quartier populaire des Marolles. Il fut reconstruit trois fois : tout d'abord, sous l'égide du docteur Louis Seutin au XIXe siècle, puis en 1921 et de 1995 à 2005[6]. Le site a hébergé la faculté de médecine de l'ULB jusqu'en 1991, année de son déménagement sur le campus Erasme[7]. L'hôpital Saint-Pierre est situé au no 322 de la rue Haute, à 1000 Bruxelles, mais trois autres entrées existent : l'entrée principale sise au no 105 de la rue aux Laines, la polyclinique située au no 129 du boulevard de Waterloo et l'entrée des urgences située au no 290 de la rue Haute ;
- l'hôpital Brugmann, financé à l'origine grâce au mécénat de Georges Brugmann et créé par l'architecte Victor Horta, se situe au no 4 de la place Van Gehuchten, à 1020 (Laeken). Fait unique : sa structure pavillonnaire dans un superbe parc de 18 hectares. L'hôpital a été inauguré en 1923;
- l'institut Jules Bordet, consacré au traitement et à la recherche dans le domaine de la cancérologie. L'institut est actuellement installé boulevard de Waterloo à Bruxelles, mais un nouvel hôpital "new-Bordet"[8],[9] est en construction à Anderlecht à proximité de l'hôpital universitaire Érasme;
- l'Hôpital universitaire des enfants Reine Fabiola, située au no 15 de la rue Croq, à 1020 Laeken, à proximité de l'hôpital Brugmann. Inauguré en 1986[10], est l'unique hôpital entièrement réservé à la médecine infantile en Belgique ;
- la clinique César De Paepe, située au no 11-13 de la rue des Alexiens, à 1000 Bruxelles, est une clinique mutualiste construite sous l'égide de Fernand Brunfaut en 1923[11] et qui porte le nom de César De Paepe, médecin et homme politique belge. Par le passé, l'hôpital était fusionné à l'hôpital Français dans le centre hospitalier François Rabelais. Le 1er avril 2006[12],[13], la clinique César De Paepe intégrait le CHU Saint-Pierre.
- la clinique Antoine Depage, située au no 101 de l'avenue Henri Jaspar, à 1060 Saint-Gilles, polyclinique rachetée en 2014 par le CHU Saint-Pierre;
- le site Pacheco, situé au no 7 de la rue du Grand Hospice, à 1000 Bruxelles. Le site est la conséquence de la reprise à partir du 1er juillet 2014[14] des lits hospitaliers de l'Institut Pacheco par le CHU Saint-Pierre;
- le Centre hospitalier Paul Brien , situé au no 36 de la rue du Foyer Schaerbeekois, à 1030 Schaerbeek. L'hôpital de Schaerbeek, rebaptisé « centre hospitalier Paul-Brien » en octobre 1976, rejoint le 1er juillet 1999 l'association hospitalière de Bruxelles et de Schaerbeek - CHU Brugmann ;
- le site Reine Astrid, situé au no 1 de la rue Bruyn, à 1120 Neder-Over-Heembeek et spécialisé dans le domaine de la réadaptation. Il est composé de quatre unités issues de l'ancien site René-Magritte de Jette et du centre de réadaptation Heysel-Brugmann. Le site Reine Astrid est distinct de l'hôpital militaire Reine Astrid qui l'héberge au quatrième étage.